# Alfred Medin
Alfred Medin, född  15 oktober 1841 i Västra Vingåker, död 5 januari 1910 på Gamla Haga, var en svensk trädgårdsarkitekt. Mellan 1869 och 1906 var han Stockholms första stadsträdgårdsmästare. 
Alfred Medin utbildade sig till trädgårdsmästare vid Svenska Trädgårdsföreningens elevskola i Rosendal 1867-1869. Den 24 mars 1869 antogs han som Stockholms första stadsträdgårdsmästare. Där var hans första arbeten bland andra gestaltningen av  Berzelii park, Strömparterren,  Adolf Fredriks torg (nuvarande Mariatorget) samt skötseln av Humlegården. Bland senare arbeten kan nämnas Järnvägsparken,  gamla Slussen, Kanslikajen och Strandvägens trädplantering.
I slutet av 1800-talet skulle stora delar av Stockholm förändras och nybebyggas genom Albert Lindhagens stadsplan. Vid upprättandet av Lindhagenplanen år 1876, gjordes det till regel att (med några få undantag)  alla stadens obebyggda bergshöjder skulle reserveras för parkanläggningar och planeringar. Exempel på sådana bergstrakter som började iordningställas under 1880-talen är Kronobergsparken på Kungsholmen, Vanadislunden och Tegnérlunden på Norrmalm samt Vitabergsparken på Södermalm.
Alfred Medin var Stockholms parkspecialist som omsatte dessa planer. Det är även hans förtjänst att främst Kungsträdgården och Humlegården blev värdefulla parker för Stockholms medborgare.
År 1899 invaldes Medin till ledamot till Kungliga Skogs- och Lantbruksakademien. I november 1906 lämnade Medin sin befattning som Stockholms stadsträdgårdsmästare med pension och efterträddes av Mauritz Hammarberg.